# Kediren (Lembeyan)
Kediren is een bestuurslaag in het regentschap Magetan van de provincie Oost-Java, Indonesië. Kediren telt 2653 inwoners (volkstelling 2010).